# Strigopagurus strigimanus
Strigopagurus strigimanus is een tienpotigensoort uit de familie van de Diogenidae. De wetenschappelijke naam van de soort is voor het eerst geldig gepubliceerd in 1847 door White.